# ASPV Strasbourg
Đối với câu lạc bộ bóng đá Ligue 1, xem RC Strasbourg.
Association Sportive Pierrots Vauban Strasbourg là một đội bóng đá Pháp có trụ sở tại Strasbourg, Alsace, Pháp. Câu lạc bộ chơi tại Stade Vauban ở Strasbourg, có sức chứa 3.000. Cựu huấn luyện viên của Arsenal, Arsène Wenger đã chơi cho đội từ năm 1975 đến 1978 và ghi 20 bàn sau 80 lần ra sân.

## Lịch sử
Câu lạc bộ được thành lập vào tháng 2 năm 1921. Đội đã chơi hoàn toàn ở cấp độ nghiệp dư, ngoại trừ một mùa giải ở giải hạng 2 năm 1970. Vào những năm 1980, câu lạc bộ đã từ chối lời mời chuyển sang chuyên nghiệp và gia nhập Division 2, sau đó, chủ tịch Emile Stahl tuyên bố rằng việc thăng chức sẽ là "một cuộc phiêu lưu tự sát sẽ dẫn dắt câu lạc bộ đến cái chết của nó." 
Câu lạc bộ đã giành được chiến thắng Division d'Honneur, Alsace 8 lần (1964, 1965, 1977, 1989, 1993, 1994, 1998 và 2015) và cấp độ thứ ba của hệ thống giải bóng đá Pháp 4 lần (1969, 1970, 1981 và 1982)
Câu lạc bộ đã lọt vào vòng 1/8 của Coupe de France hai lần (1964 và 1977) 

## Theo mùa
| Năm       | Hạng đấu | Giải đấu                               | Hạng |
| --------- | -------- | -------------------------------------- | ---- |
| 1997–98   | 6        | Division d'Honneur Alsace              | 2nd  |
| 1998–99   | 6        | Division d'Honneur Alsace              | 1st  |
| 1999–2000 | 5        | Championnat de France Amateur 2 bảng B | 7th  |
| 2000–01   | 5        | Championnat de France Amateur 2 bảng C | 13th |
| 2001–02   | 5        | Championnat de France Amateur 2 bảng C | 7th  |
| 2002–03   | 5        | Championnat de France Amateur 2 bảng C | 11th |
| 2003–04   | 5        | Championnat de France Amateur 2 bảng C | 9th  |
| 2004–05   | 6        | Championnat de France Amateur 2 bảng B | 3rd  |
| 2005–06   | 5        | Championnat de France nghiệp dư bảng A | 15th |
| 2006–07   | 5        | Championnat de France Amateur 2 bảng B | 5th  |
| 2007–08   | 5        | Championnat de France Amateur 2 bảng B | 7th  |
| 2008–09   | 5        | Championnat de France Amateur 2 bảng C | 11th |
| 2009–10   | 5        | Championnat de France Amateur 2 bảng C | 12th |
| 2010–11   | 5        | Championnat de France Amateur 2 bảng C | 15th |
| 2011–12   | 6        | Division d'Honneur Alsace              | 3rd  |
| 2012–13   | 6        | Division d'Honneur Alsace              | 3rd  |
| 2013–14   | 6        | Division d'Honneur Alsace              | 5th  |
| 2014–15   | 6        | Division d'Honneur Alsace              | 2nd  |
| 2015–16   | 6        | Division d'Honneur Alsace              | 1st  |
| 2016–17   | 5        | Championnat de France Amateur 2 bảng D | 13th |
| 2017–18   | 6        | Regional 1 Alsace                      | 1st  |